# Паломино, Хайро
Хайро Фабиан Паломино Сьерра (англ. Jairo Fabián Palomino Sierra; род. 2 августа 1988 года, Нечи, Колумбия) — колумбийский футболист, опорный полузащитник клуба «Унион Магдалена» и сборной Колумбии.

## Клубная карьера
Паломино начал профессиональную карьеру в клубе «Энвигадо». В 2006 году он дебютировал в Кубке Мустанга. Летом 2009 году Хайро присоединился к «Атлетико Насьональ». 8 февраля в матче против «Ла Экидад» он дебютировал за новую команду. 15 марта в поединке «Кукута Депортиво» Паломино сделал «дубль», забив свои первые голы за «Атлетико Насьональ». В 2011 году он помог команде выиграть чемпионат.
Летом 2011 года Паломино перешёл в аравийский «Аль-Ахли» из Джидды. 10 сентября в матче против «Аль-Ансара» из Медины он дебютировал в чемпионате Саудовской Аравии. 25 марта 2012 года в поединке против «Аль-Кадисии» Хайро забил свой первый гол за «Аль-Ахли». В 2014 году Паломино на правах аренды вернулся в «Атлетико Насьональ».
В 2015 году «Атлетико Насьональ» выкупил Хайро обратно. 20 марта в матче Кубка Либертадорес против гуаякильской «Барселоны» он забил гол. В начале 2016 года Паломино присоединился к «Онсе Кальдас». 20 февраля в матче против «Депортес Толима» он дебютировал за новую команду. 10 апреля в поединке против «Атлетико Букараманга» Хайро забил свой первый гол за «Онсе Кальдас».
Летом 2016 года на правах свободного агента Паломино подписал контракт с аргентинским «Атлетико Тукуман». 27 ноября в матче против «Бельграно» он дебютировал в аргентинской Примере. 12 апреля 2017 года в поединке Кубка Либертадорес против боливийского «Хорхе Вильстерманна» Хайро забил свой первый гол за «Атлетико Тукуман».

## Международная карьера
В 2007 году в составе молодёжной сборной Колумбии Паломино принял участие в молодёжном чемпионате Южной Америки в Парагвае.
7 августа 2009 года в товарищеском матче против сборной Сальвадора Паломино дебютировал за сборную Колумбии.

## Достижения
Командные
 «Атлетико Насьональ»
- Чемпионат Колумбии по футболу — Апертура 2011

 «Аль-Ахли» (Джидда)
- Обладатель Саудовского кубка чемпионов — 2012